# 短信一月追
《短信一月追》（英語：Love Message）是2005年中国大陆爱情片，导演阿甘，主演张韶涵、古巨基、任泉、聂远，是贺岁片《手机》的姊妹篇。

## 演员
- 张韶涵 出演 雪薇
- 古巨基 出演 赋佳
- 任泉 出演 大卫
- 聂远 出演 谭强
- 赵国桢 出演 小谭强
- 吴晴 出演 杨荻
- 焦阳 出演 小柔
- 袁锦伦 出演 必胜客经理
- 王正佳 出演 玩具公司经理
- 白雪儿 出演 小雪薇
- 黄孟 出演 小赋佳
- 周旻 出演 酒吧老板
- 汪国兴 出演 大老板
- 胡耘博 出演 胖男孩
- 洪翠云 出演 扇子舞老太
- 华栋 出演 过马路老奶奶
- 王仕颖 出演 过马路小孩
- 李希 出演 茶馆服务员
- 张黎明 出演 打喷嚏白领
- 贾培新 出演 白领
- 金波 出演 自行车替身

## 曲目
| 曲序 | 曲目                         |        | 作曲 | 歌手   |
| ---- | ---------------------------- | ------ | ---- | ------ |
| 1.   | 《不要说你不知道》（主题曲） | 李焯雄 | 陶喆 | 吴庆隆 |